# Château de Bempt
Le château de Bempt est un château situé à Moresnet dans la commune belge de Plombières, rue de Maarveld 14.

## Historique
Ce château fut probablement le siège des seigneurs de l'une des six seigneuries de Moresnet. Vers 1600, il appartient à Michel Heyendal, dit "van den Bennelt". Au début du XVIIIe siècle, il est acheté par Nicolas Hodiamont, mais au milieu du même siècle, il tombe en ruine, notamment à cause d'un tremblement de terre. Après 1762, il est restauré et rénové par la famille de Résimont - de Hodiamont, qui en est propriétaire jusqu'en 1916. Il passe ensuite par héritage à la baronne Sophie van Voorst tot Voorst et reste dans la possession de cette famille.

## Description
Le château se situe dans la vallée de la Gueule, d'où son nom, car "bempt" signifie "pré". Le château est entouré de douves et accessible par un pont de pierre. Devant le château se trouve la ferme castrale. Le corps de logis du château est flanqué de deux courtes ailes à gauche et à droite, aux angles desquelles se trouve une petite tour. Le château est essentiellement du XVIIe siècle et est construit en partie en briques.
La ferme castrale comprend des écuries, des étables, une remise et des logements pour le personnel. Au XIXe siècle, un donjon de style romantique est également construit en blocs de calcaire.